# HD 45350 b
HD 45350 b는 마차부자리 방향으로 지구로부터 약 160광년 떨어져 있는 외계 행성이다. 최소 질량은 목성의 1.79배이다. 항성으로부터의 평균 거리는 태양~화성 사이보다 멀지만, 궤도이심률이 크기 때문에 가까워졌을 때는 수성 궤도까지 접근했다가, 멀어졌을 때는 근일점 거리의 8배까지 물러난다. 의심의 여지 없이 이 행성의 상층부 대기는 행성의 1년에 걸쳐 극도로 변덕스러운 기후 변화를 겪을 것이다.
107년에 이르는 기간을 다룬 동역학적 모의실험 결과, b 이외에 제2의 질량 작은 행성이 안정된 궤도를 지속적으로 형성하려면, 항성에서 0.2 천문단위 이상 떨어지면 안 되는 것으로 드러났다. 시뮬레이션에서 두 행성(한 개는 가상임)은 궤도이심률이 0.25까지 변화하는 모습을 보여주었다. 도플러 분광법을 이용한 관측을 통해 해왕성 질량 4배가 넘는 천체는 이 행성계에 없음이 밝혀졌다.